# Afsked med forældrene
Afsked med forældrene er en kortfilm, der er instrueret af Conny Larsen.